# Vlastiboř (Jablonec nad Nisou-i járás)
Vlastiboř település Csehországban, Jablonec nad Nisou-i járásban. Vlastiboř Jílové u Držkova, Držkov, Železný Brod, Zlatá Olešnice és Jesenný településekkel határos. Lakosainak száma 127 fő (2024. január 1.).

## Népesség
A település lakosságának változását az alábbi diagram mutatja:
| Lakosok száma | 528  | 571  | 535  | 324  | 187  | 125  | 122  | 116  | 123  | 127  |
|               | 1869 | 1890 | 1921 | 1950 | 1980 | 2001 | 2017 | 2019 | 2022 | 2024 |